# 石棚山摩崖题名石刻
石棚山摩崖题名石刻，位于江苏省连云港市海州区南门外，是中华人民共和国江苏省文物保护单位之一。
1982年3月25日，授予江苏省文物保护单位，是一座石刻及其他。